# Iridomyrmex viridigaster
Iridomyrmex viridigaster é uma espécie de formiga do gênero Iridomyrmex.